# Фисенко, Владимир Акимович
Владимир Акимович Фисенко (1923, Старобельский район, Луганская область, Украина — 4 февраля 1945, Германия) — старший сержант Красной армии, участник Великой Отечественной войны и полный кавалер ордена Славы. Погиб во время боя при форсировании Одера.

## Биография

### Ранние годы
Владимир Акимович Фисенко родился в селе Орловка (ныне Старобельский район, Луганская область, Украина) в украинской крестьянской семье. После получения начального образования работал в колхозе.

### Великая Отечественная война
19 июня 1941 года призван в ряды Красной армии, в боях Великой Отечественной войны начал участвовать с 22 июня 1941 года (первого дня войны). Фисенко воевал в составе войск Южного, Закавказского, Северо-Кавказского фронтов, Отдельной Приморской армии и 1-го Белорусского фронта. Принимал участие в Пограничном сражении в Молдавии и приграничных сражениях в Южной Украине, битве за Кавказ, Керченско-Эльтигенской десантной операции, Крымской и Варшавско-Познанской наступательных операциях. За время войны получил четыре ранения.
3 декабря 1943 года старший сержант Владимир Фисенко поддерживал на восточной окраине Керчи наступающие советские стрелковые подразделения и вывел орудие на прямую наводку, точным попаданием уничтожив вражеский ДЗОТ, 3 пулемёта и 20 гитлеровцев. 26 декабря 1943 года Владимир Акимович был награждён орденом Славы 3-й степени.
9 мая 1944 года, во время уличных боев в Севастополе, Фисенко вместе со своим расчётом уничтожил два вражеских ДЗОТа, 6 пулемётов и 30 солдат противника. Помимо этого, точный артиллерийский огонь способствовал успешному продвижению советских стрелковых подразделений. 26 июня 1944 года Владимир Фисенко был награждён орденом Славы 2-й степени.
В июле 1944 года дивизию, в которой служил Владимир Акимович, перевели на 1-й Белорусский фронт, а он сам стал разведчиком-наблюдателем батареи. 14 января 1945 года, во время прорыва вражеской обороны, Фисенко продвигался вместе с наступающими советскими стрелковыми подразделениями. По указанию Владимира Фисенко было уничтожено четыре  вражеских ДЗОТа и 12 пулемётов вместе с их расчётами. 24 марта 1945 года Владимир Акимович Фисенко был награждён орденом Славы 1-й степени, став полным кавалером ордена Славы.
Владимир Акимович погиб 4 февраля 1945 года во время форсирования Одера около населённого пункта Клапец (ныне гмина Цыбинка, Слубицкий повят, Любушское воеводство, Польша) и был похоронен там же в братской могиле.

## Награды
Владимир Акимович Фисенко был награждён следующими орденами:
- Орден Славы 1-й степени (23 марта 1945)[3];
- Орден Славы 2-й степени (26 июня 1944 — № 1206);
- Орден Славы 3-й степени (26 декабря 1943)[4].